# Paul Faure (1852-1916)
Pour les articles homonymes, voir Faure et Paul Faure (homonymie).
Paul Faure (né le 16 janvier 1852 à Sorgues (Vaucluse), mort le 27 septembre 1916) est député de Vaucluse sous la Troisième République, de 1898 à 1902, siégeant dans le groupe de la Gauche radicale.

## Biographie
Il étudie à Valence puis à la faculté de droit de Grenoble et de Paris, devenant avocat à la Cour d'appel de Paris en 1874 puis secrétaire de la Conférence des avocats du barreau de la capitale en 1877. Membre du Comité fondé par Léon Gambetta qui défend les Républicains persécutés, il est également cofondateur de la Société des Droits de l'Homme et du Citoyen, en 1888, avec Jules Joffrin et le sénateur Victor Schœlcher. Aux élections cantonales de 1895, il tenta à Orange de tenir « le drapeau de la République contre la bannière royaliste».

## Carrière politique
Élu en 1898 à Orange, en battant le candidat sortant de la Droite Joseph Ducos grâce à l'alliance républicaine, il réussit la même année, alors que l'affaire Dreyfus bat son plein, à faire exclure du groupe parlementaire les quelques députés radicaux antisémites, visant ainsi en particulier le député d'Algérie Émile Morinaud. 
Il dépose également une proposition de loi visant à aménager le Rhône.
Aux élections de 1902, il est battu au second tour par le républicain Marius Loque, qui l'emporte d'une trentaine de voix (8.903 voix contre 8.871 à lui-même sur 17.969 votants). Faure retourna alors à son cabinet d'avocat.

## Pour en savoir plus